# Anne Marie d’Orléans

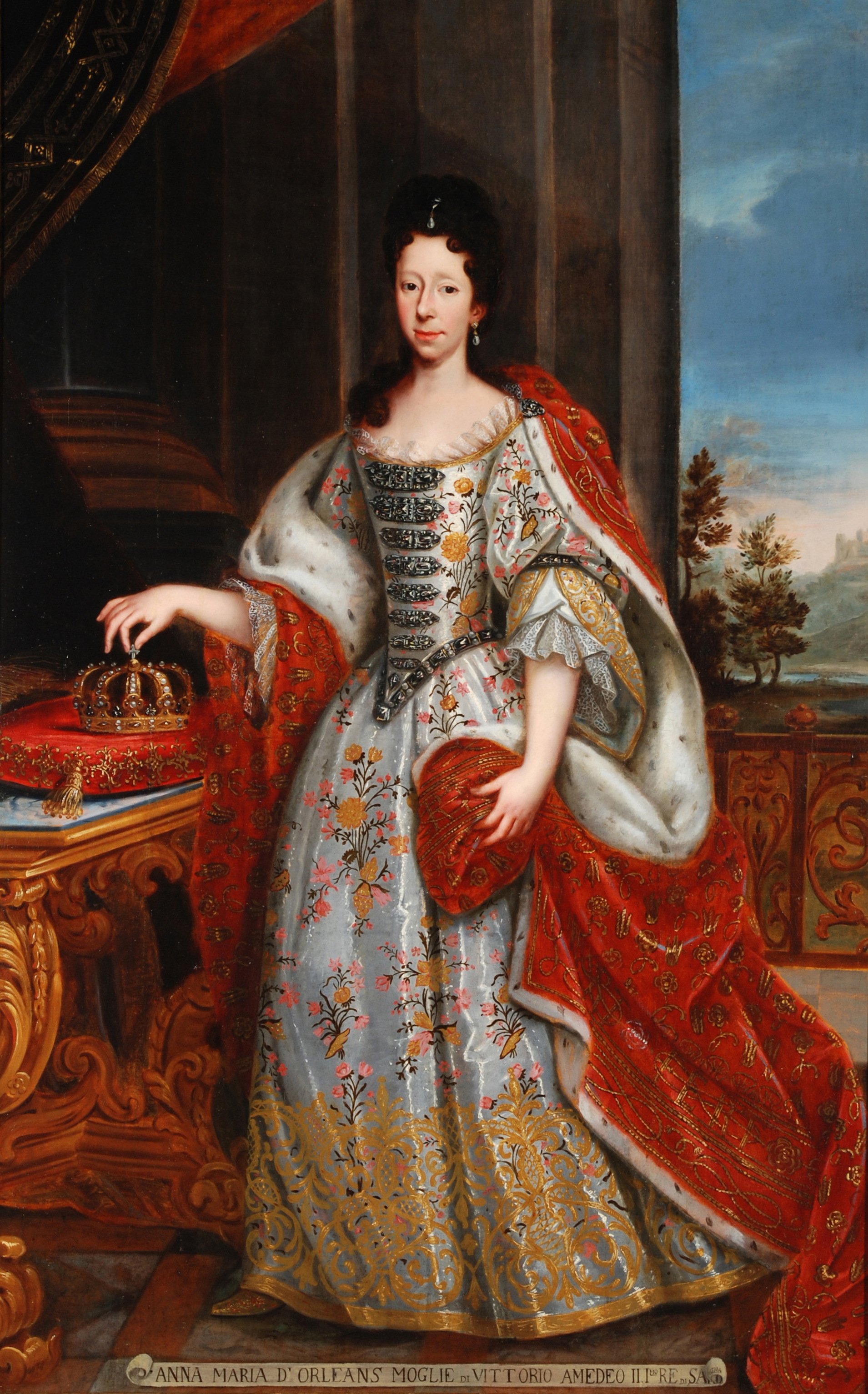
Anne Marie d’Orléans als Königin von Sardinien, Porträt eines unbekannten Malers, 1720

Anne Marie d’Orléans (* 27. August 1669 auf Schloss Saint-Cloud; † 26. August 1728 in Turin), während ihrer Jugend Mademoiselle de Valois genannt, war ein Mitglied der französischen Königsfamilie aus dem Haus Bourbon-Orléans. Durch Heirat mit Viktor Amadeus II. von Savoyen war sie Herzogin von Savoyen, von 1713 bis 1720 Königin von Sizilien und anschließend Königin von Sardinien.
Ihre Stiefmutter Liselotte von der Pfalz beschrieb Anne Marie in ihren Briefen als „eine rechte tugendtsame fürstin, die viel meritten hatt“. In ihrer 44 Jahre währenden Ehe stellte sie ihre eigenen Wünsche und Bedürfnisse stets hinter die ihres Mannes. Sogar die zwölfjährige, außereheliche Liaison ihres Gatten mit Jeanne Baptiste d’Albert de Luynes, Gräfin von Verrua, lernte sie, ohne Murren hinzunehmen.

## Leben
Anne Marie kam als dritte Tochter des Herzogs Philippe I. d’Orléans und seiner ersten Frau Henrietta Anne Stuart, jüngste Tochter des englischen Königs Karl I., im Schloss Saint-Cloud zur Welt. Ihre Taufe fand am 8. April 1670 in der Kapelle des Palais Royal in Paris statt. Anne Marie war nicht einmal ein Jahr alt, als sie ihre Mutter verlor. Ihr Vater ging danach aus politischen Gründen 1671 eine zweite Ehe mit Elisabeth Charlotte von der Pfalz, Tochter des Kurfürsten Karl I. Ludwig, ein. Die Stiefmutter kümmerte sich rührend um Anne Marie und ihre ältere Schwester Marie Louise, als ob es ihre eigenen Töchter gewesen wären. Unter Elisabeth Charlottes Obhut und der des Onkels, König Ludwigs XIV., erhielt Anne Marie durch ihre Gouvernante, die Marquise de Clérambault, die damals für Fürstenhäuser übliche höfische Mädchenerziehung. Sie umfasste Reisen, besonders im Herrschaftsgebiet, ebenso wie Sprachen, schöne Künste, Reiten, Nadelarbeit, Singen, Etikette, Tanz und Genealogie. Von ihrer älteren Schwester bis dahin nahezu unzertrennlich, traf es die zehnjährige Anne Marie 1679 sehr hart, als sie durch Marie Louises Hochzeit mit Karl II. von Spanien von ihrer geliebten Schwester getrennt wurde.

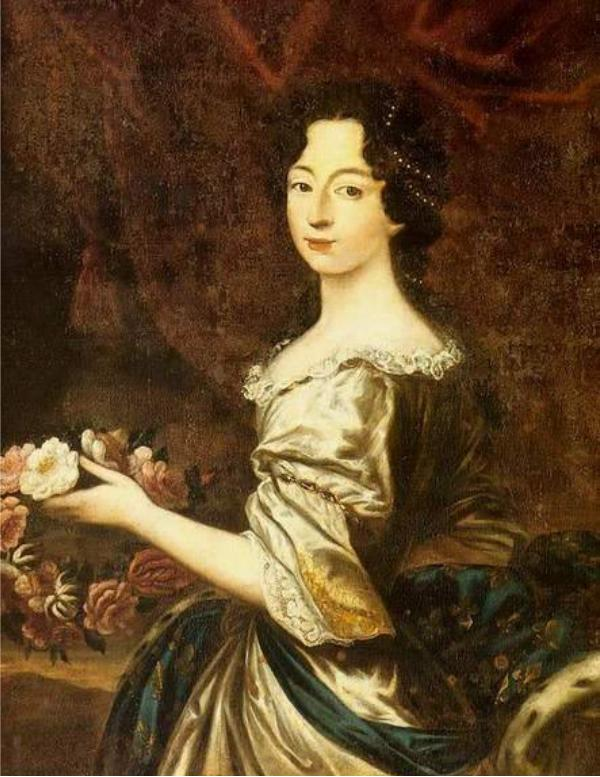
Anne kurz vor ihrer Hochzeit im Jahre 1684

Anne Marie beugte sich widerspruchslos der Staatsräson und dem Willen ihres Onkels, als dieser für sie eine Ehe mit Herzog Viktor Amadeus II. von Savoyen arrangierte. Die Verbindung sollte das Herzogtum enger an die französische Krone und die Pläne Frankreichs binden. Dass der erst 18-jährige Bräutigam sich zunächst gegen diese Heirat sträubte und sein Einverständnis erst nach einer außerordentlich langen Bedenkzeit gab, zeigt sehr deutlich, dass es sich um eine Ehe handelte, die rein aus politischem Kalkül geschlossen wurde. Die Gazette de France gab die geplante Verbindung der beiden am 28. Januar 1684 bekannt.
Im Alter von 14 Jahren wurde Anne Marie am 10. April 1684 in der damaligen Kapelle von Schloss Versailles per procurationem verheiratet. Den Bräutigam vertrat bei der durch den Kardinal Emmanuel Théodose de La Tour d’Auvergne geleiteten Zeremonie Anne Maries Cousin, der junge Herzog von Maine, nachdem am Tag zuvor die offizielle Verlobungszeremonie vollzogen und der Heiratsvertrag unterschrieben worden war. In diesem war unter anderem die stattliche Mitgift der jungen Braut festgeschrieben worden. Sie bestand aus 900.000 Livres, die ihr königlicher Onkel beisteuerte, sowie Schmuck im Wert von 60.000 Livres aus dem Besitz ihres Vaters. Dazu erhielt Anne Marie 240.000 Livres aus der Mitgift ihrer Mutter. Im Gegenzug verpflichtete sie sich, auf jegliche Ansprüche gegenüber ihrem Vater und auf mögliche Rechte aus der Erbfolge ihrer Mutter zu verzichten. Von Seiten des Hauses Savoyen erhielt die junge Braut Hochzeitsgeschenke im Wert von insgesamt 220.000 Livres, darunter Schmuck, der allein einen Wert von 80.000 Livres besaß.
Direkt nach der Hochzeitszeremonie reiste Anne Marie, begleitet von ausgewählten Ehrendamen des französischen Hofs, darunter Anne de Lorraine, princesse de Lillebonne, und Charlotte de Mornay, verwitwete Gräfin von Grancey, in Richtung Savoyen ab. Am 6. Mai traf sie in Le Pont-de-Beauvoisin ein, einem kleinen Ort am Fluss Guiers, der die Grenze zwischen der Dauphiné und dem savoyardischen Herzogtum darstelle. Dort traf sie ihren Ehemann erstmals persönlich. Noch am gleichen Tag reiste das Paar weiter nach Chambéry. In der Kapelle des dortigen Schlosses fand die eigentliche Trauung der beiden durch Étienne Le Camus, den Bischof von Grenoble, statt.
Aus der Ehe gingen sechs Kinder hervor:
- Maria Adelaide (1685–1712), ⚭ 1697 Louis de Bourbon, duc de Bourgogne
- Maria Anna (1687–1690)
- Maria Luisa Gabriella (1688–1714), ⚭ 1701 König Philipp V. von Spanien
- Viktor Amadeus (1699–1715), Prinz von Piemont
- Karl Emanuel III. (1701–1773), König von Sardinien

⚭ 1722 Anna Christine Luise von Pfalz-Sulzbach
⚭ 1724 Polyxena von Hessen-Rotenburg
⚭ 1737 Elisabeth Therese von Lothringen
- Emmanuel Philibert (*/† 1705), Herzog von Chablais

Da ihre Tochter Maria Adelaide den designierten französischen Thronfolger heiratete und dann Mutter des zukünftigen Königs Ludwig XV. wurde, wurde Anne Marie die Großmutter dieses Königs und Vorfahrin aller französischen Bourbonen der älteren Linie bis zu König Karl X.
Anne Marie starb um halb acht Uhr morgens am 26. August 1728 in Turin, einen Tag vor ihrem 59. Geburtstag. Ihr Grab befindet sich in der Superga bei Turin.
Nach dem Aussterben der Stuarts in direkter männlicher Linie im Jahr 1807 wurden ihre Nachfahren beginnend mit ihrem Urenkel Karl Emanuel IV  von den Jakobiten als jakobistische Thronprätendenten angesehen. Der Anspruch ergab sich aus ihrer Abstammung mütterlicherseits als Enkelin von König Karl I von England.